# Jacques Zurlinden
Jacques Zurlinden, né le 3 mai 1936 à Winterthour, est un enseignant, écrivain et auteur dramatique vaudois.

## Biographie
Jacques Zurlinden enseigne le français, le latin et le grec, d'abord au collège de Payerne (1960 à 1970), puis à Lausanne dans les gymnases du Belvédère et du Cessrive (actuel gymnase Auguste Piccard) jusqu'en 1996, date à laquelle il prend sa retraite. 
Ses activités d'enseignement amènent Jacques Zurlinden à écrire et mettre en scène des opérettes avec la collaboration, pour la musique, du compositeur René Falquet : Steak en stock (1994), Ah si elle m'aimait aussi (1992). La plus récente, Le facteur connaît la musique est représentée en 1999 chez Barnabé à Servion.
En 2007 paraît son premier roman, La Tête à l'ombre, aux éditions Thélès.

## Sources
- « Jacques Zurlinden », sur la base de données des personnalités vaudoises sur la plateforme « Patrinum » de la Bibliothèque cantonale et universitaire de Lausanne.
- sites et références mentionnés